# حسن زاهدی (سیاستمدار)
حسن زاهدی فرزند حاج‌میرزا اسدالله ارباب، تاجر شال‌فروش تهرانی است که بین سال‌های ۱۳۵۰ تا ۱۳۵۳، به عنوان شانزدهمین نائب‌التولیه در دورهٔ پهلوی خدمت کرده‌است.

## زندگی‌نامه
وی پس از اخذ مدرک لیسانس حقوق از دانشگاه تهران در سال ۱۳۱۵ به خدمت وزارت دارایی و سپس وزارت کشاورزی درآمد. در سال ۱۳۲۴ با استفاده از بورس به آمریکا رفت و مدتی نیز در سازمان ملل متحد مشغول به کار شد. پس از بازگشت به ایران در سال ۱۳۳۸، در کابینه‌های گوناگون به‌عنوان وزیر کشاورزی و کشور ایفای نقش کرد. در ۲۳ شهریور ۱۳۵۰ به‌جای باقر پیرنیا به نیابت تولیت آستان‌قدس و استانداری خراسان برگزیده شد و تا اردیبهشت ۱۳۵۳ در این مقام باقی ماند. زاهدی در اردیبهشت ۱۳۵۳ به تهران احضار شد و به‌عنوان سناتور انتصابی به مجلس سنا راه یافت.

## خدمات دوران نائب‌التولیه
در زمان وی تعمیر ساختمان‌ها و بیوتات حرم ادامه یافت و رواق‌های دارالعباده و دارالزهد احداث گردید. زاهدی، موزه را از محل سابق آن، به بنای تالار تشریفات که در زمان نیابت تولیت امیرعزیزی ساخته شده و کتابخانه در آنجا مستقر بود، منتقل کرد. همچنین، تعمیر بند گلستان در زمان وی انجام پذیرفت. در دورهٔ تولیت او ساختار اداری آستان‌قدس برمبنای طرح سازمان برنامهٔ کشور تا حدی تحول یافت. تشکیلات جدید از چهار معاونت اداری، مالی و تدارکاتی، طرح و برنامه و آموزش، و فنی و امور املاک تشکیل می‌شد.